# キムラ真
キムラ 真（キムラ まこと、1981年7月17日 - ）は、日本の劇作家、演出家、俳優。劇団ナイスコンプレックス主宰。宮城県仙台市生まれ、北海道札幌市育ち。かつての名義は木村真。

## 経歴
- 1999年、北海高等学校卒業。北海道教育大学釧路校に入学し、演劇サークルに入部する[2]。
- 2005年、水性音楽入団。以降、2006年の解散まで全作品に出演。
- 2007年、ナイスコンプレックス旗揚げ。以降、ほぼ全作品の脚本・演出を担当し、ときどき出演。
- 2012年、極上文學『銀河鉄道の夜』を皮切りに劇団外の作品への演出活動を開始。演出としての主な作品に『極上文學』シリーズ、『PERSONA3 the Weird Masquerade』シリーズ、『SOUND THEATRE』シリーズ、『それいけ！アンパンマンミュージカル』などがある。

## 人物
- 趣味、特技：格闘技全般、卓球、接客
- 資格・免許：自転車とバイク（大型）

## エピソード
- インタビューやツイッターで何度かあんかけ焼きそばへの愛を語っている[3][4]。
- 演劇を始めたきっかけは、大学で演劇・バンド・ボランティアをサークルで同時に始めて、最後までキムラに優しかったのが演劇だったため[5]。脚本家としての活動のきっかけは、学生時代にテレビで後藤ひろひとの『人間風車』『ダブリンの鐘つきカビ人間』を観て、キムラ自身の好きな作風だと感じたこと[6]。

## 脚本作品
2007年
- ナイスコンプレックス N1『カナリヤ亡く夜』 - 脚本、演出（6月7日 - 10日、明石スタジオ）
- ナイスコンプレックス N2『何苦楚ラフ』 - 脚本、演出（11月30日 - 12月2日、明石スタジオ）

2008年
- ナイスコンプレックス N3『たぐり寄せるジェンガ』 - 脚本、演出（2月28日 - 3月3日、ART THEATER かもめ座）
- ナイスコンプレックス N4『来ずトレイン末つジャック』 - 脚本、演出（4月18日 - 20日、明石スタジオ）
- ナイスコンプレックス N5『あ罵羅ボ〜ン 〜君をチッチョと呼ぶ為に〜』 - 脚本、演出（7月9日 - 13日、シアター風姿花伝）
- ナイスコンプレックス N6『八日目』 - 脚本、演出（10月29日 - 11月3日、SPACE 雑遊）

2009年
- ナイスコンプレックス N7『青春の握りこぶし〜熱くあれ〜』 - 脚本、演出（3月25日 - 29日、明石スタジオ）
- ナイスコンプレックス N8『カナリヤ亡く夜』（再演） - 脚本、演出（9月3日 - 7日、阿佐ヶ谷アルシェ）
- ナイスコンプレックス N9『ナイスコンプレックス』 - 脚本、演出（11月25日 - 29日、阿佐ヶ谷アルシェ）

2010年
- ナイスコンプレックス N10『キスより素敵な手を繋ごう』『追憶と記憶』 - 脚本、演出（3月24日 - 29日、阿佐ヶ谷アルシェ）
- ナイスコンプレックス N11『来ずトレイン末つジャック』（再演） - 脚本、演出（6月9日 - 14日、阿佐ヶ谷アルシェ）
- ナイスコンプレックス N12『サバイバーズ・ギルト』 - 脚本、演出（11月23日 - 28日、Geki地下Liberty）

2011年
- ナイスコンプレックス N13『ゲズントハイト〜お元気で〜』[7] - 脚本、演出（4月20日 - 24日、Geki地下Liberty）
- ナイスコンプレックス N14『キスより素敵な手を繋ごう』（再演）『追憶と記憶』（再演）『メロウ』 - 脚本、演出（8月12日 - 16日、サンモールスタジオ）
- ナイスコンプレックス N15『ナイスコンプレックス』（再演） - 脚本、演出（東京：11月22日 - 25日、ウエストエンドスタジオ / 札幌：12月9日 - 11日、扇谷記念スタジオ・シアターZOO）

2012年
- ナイスコンプレックス N16『キミが読む物語』[8] - 脚本、演出、出演（4月6日 - 10日、サンモールスタジオ）
- ナイスコンプレックス N17『ワチャゴナドゥ』[9] - 脚本、演出、出演（7月12日 - 16日、サンモールスタジオ）
- ナイスコンプレックス N18『ゲズントハイト〜お元気で〜』[10] - 脚本、演出（福岡：10月5日 - 8日、ぽんプラザホール / 札幌：11月1日 - 4日、扇谷記念スタジオ・シアターZOO / 東京：11月22日 - 12月2日、サンモールスタジオ）

2013年
- ナイスコンプレックス N19『斜い人（）』[11] - 脚本、演出、出演（5月2日 - 8日、サンモールスタジオ）
- ナイスコンプレックス N20『オレンジの迷信行動』[12] - 脚本、演出、出演（8月9日 - 18日、サンモールスタジオ）

2014年
- ナイスコンプレックス 道東公演『ナイスコンプレックス』[13] - 脚本、演出（音更：1月29日、音更町文化センター 小ホール / 釧路：2月2日、まなぼっと幣舞 大ホール）
- ナイスコンプレックス N21『サバイバーズ・ギルト』[14] - 脚本、演出（5月8日 - 11日、駅前劇場）

2015年
- ナイスコンプレックス N22『鬼のぬけがら』[15] - 脚本、演出、出演（1月21日 - 26日、OFF・OFFシアター）
- ナイスコンプレックス N23『よみ人シラズ』[16] - 脚本、演出（9月9日 - 14日、吉祥寺シアター）

2016年
- ナイスコンプレックス N24『キミが読む物語』（再演）[17][18] - 脚本、演出（2月24日 - 29日、あうるすぽっと）
- 第7回せんがわ劇場演劇コンクール ナイスコンプレックス『かぜがふいた』[19] - 脚本、演出、出演（7月10日、調布市せんがわ劇場）
- ナイスコンプレックス N25『かぜのゆくえ』[20] - 脚本、演出（8月10日 - 14日、ポケットスクエア ザ・ポケット）
- ナイスコンプレックス N26『ゲズントハイト〜お元気で〜』（再々演）[21] - 脚本、演出（10月26日 - 30日、東京芸術劇場 シアターイースト）

2017年
- ナイスコンプレックス N27『キスより素敵な手を繋ごう』（再々演）[22] - 脚本、演出（2月22日 - 26日、あうるすぽっと）
- ナイスコンプレックス N28『ナイスコンプレックス』（再々々演）[23] - 脚本（4月20日 - 23日、調布市せんがわ劇場）

2018年
- ナイスコンプレックス N29 フリーカル『YAhHoo!!!!』 - 脚本、演出（4月25日 - 29日、シアターグリーン BIG TREE THEATER）

2019年
- ナイスコンプレックス N30 フリーカル『YAhHoo!!!!』 - 脚本、演出、出演（福島：9月7日 - 8日、チームスマイル・いわきPIT / 東京：9月12日 - 16日、新宿村LIVE）

2021年
- ナイスコンプレックス N31『キスより素敵な手を繋ごう』 - 脚本、演出（2月20日 - 28日、あうるすぽっと）
- ナイスコンプレックス N32 フリーカル『YAhHoo!!!!』 - 脚本、演出、出演（東京：6月4日 - 6日、シアターサンモール / 福島：6月12日 - 13日、チームスマイル・いわきPIT）
- ハピネット・メディアマーケティング『おねがいっパトロンさま！ The Stage』 - 脚本、演出（9月15日 - 20日、草月ホール）

2022年
- ナイスコンプレックス N34 フリーカル『YAhHoo!!!!』 - 脚本、演出（5月11日 - 15日、あうるすぽっと）
- ナイスコンプレックス N35『キスより素敵な手を繋ごう』 - 脚本、演出（東京：6月15日 - 19日、シアターサンモール / 福岡：6月26日、北九州芸術劇場 中劇場）

2023年
- ハピネット・メディアマーケティング『おねがいっパトロンさま！ The Stage 〜ココロを詠え〜』 - 脚本、演出（1月26日 - 2月5日、新宿FACE）
- ナイスコンプレックス N33『ゲズントハイト〜お元気で〜』 - 脚本、演出（2022年2月17日 - 20日、東京芸術劇場 シアターウエスト[注釈 1] 2023年3月16日 - 21日、あうるすぽっと）

## 演出作品
2012年
- MAG.net／Andem 極上文學2nd『銀河鉄道の夜』[24]（8月15日 - 19日、シアターサンモール）

2013年
- MAG.net／Andem 極上文學3rd『夢十夜』[25]（1月17日 - 21日、シアターサンモール）
- CLIE,MAG.net／Andem 極上文學4th『藪の中』[26]（6月12日 - 16日、俳優座劇場）
- CLIE,MAG.net／Andem 極上文學5th『Kの昇天〜或はKの溺死〜』[27]（11月27日 - 12月3日、全労済ホール／スペース・ゼロ）

2014年
- CLIE,MAG.net／Andem 極上文學6th『ドグラ・マグラ』[28]（6月26日 - 29日、紀伊國屋ホール / 7月11日 - 13日、紀伊國屋サザンシアター）
- CLIE,P3 the WM Project／アプル『PERSONA3 the Weird Masquerade 〜群青の迷宮〜』[29]（9月16 - 23日、シアター1010）
- CLIE,MAG.net／Andem 極上文學7th『走れメロス』[30]（東京：12月3日 - 7日、草月ホール / 大阪：12月27日 - 28日、大阪ビジネスパーク円形ホール）

2015年
- CLIE,MAG.net／Andem 極上文學8th『草迷宮』[31]（東京：3月18日 - 24日、紀伊國屋ホール / 大阪：4月10日 - 12日、梅田芸術劇場 シアター・ドラマシティ）
- CLIE,P3 the WM Project／アプル『PERSONA3 the Weird Masquerade 〜蒼鉛の結晶〜』[32]（6月5日 - 13日、シアターGロッソ）
- CLIE,MAG.net／Andem 極上文學9th『高瀬舟・山椒大夫』[33]（東京：10月9日 - 18日、CBGKシブゲキ!! / 大阪：10月24日 - 25日、大阪ビジネスパーク円形ホール）
- 劇王東京II ナイスコンプレックス『可哀想な姉』[34]（12月26日、新宿シアター・ミラクル）

2016年
- 舞台『のぶニャがの野望 幸村と五輪の剣』（2月3日 - 7日、全労済ホール／スペース・ゼロ）[35]
- 舞台『龍狼伝 第二章』[36]（4月6日 - 10日、シアター1010）
- CLIE,MAG.net／Andem 極上文學10th『春琴抄』[37]（東京：6月16日 - 19日、全労済ホール／スペース・ゼロ / 大阪：6月25日 - 26日、大阪ビジネスパーク円形ホール）
- 朗読劇『チア男子!!』[38]（10月1日 - 2日、舞浜アンフィシアター）
- CLIE,MAG.net 極上文學11th『人間椅子／魔術師』（東京：11月30日 - 12月4日、全労済ホール／スペース・ゼロ / 大阪：12月23日 - 25日、近鉄アート館）

2017年
- 『CLAMP×SOUND THEATRE xxxHOLiC』（1月28日 - 29日、チームスマイル・豊洲PIT）
- 『PERSONA3 the Weird Masquerade 〜藍の誓約〜』、『PERSONA3 the Weird Masquerade 〜碧空の彼方へ〜』（4月14日 - 23日、シアターGロッソ）
- 舞台『黒薔薇アリス』（5月12日 - 21日、Zeppブルーシアター六本木）
- 舞台『止まれない12人』(8月30日 - 9月3日、シアターサンモール）
- 舞台『逆転検事〜逆転のテレポーテーション〜』（11月2日 - 7日、全労済ホール／スペース・ゼロ）

2018年
- 『SOUND THEATRE × 夏目友人帳〜音劇の章 2018～』（1月6日、東京国際フォーラム ホールA）
- それいけ!アンパンマンミュージカル『まもれ！黄金の炎』（全国ツアー）
- 極上文學12th『よだかの星・風の又三郎』（3月8日 - 13日、紀伊國屋ホール）
- ナイスコンプレックス プロデュース公演 NP#1『12人の怒れる男』（9月20日 - 24日、サンモールスタジオ）
- 極上文學13th『こゝろ』（12月13日 - 18日、紀伊國屋サザンシアター TAKASHIMAYA）

2019年
- 『舞台版「BLACK BIRD」』（3月27日 - 31日、銀座博品館劇場）
- ナイスコンプレックス プロデュース公演 NP#3『12人の怒れる男』（東京：7月17日 - 21日、TACCS1179 / 大阪：8月2日 - 4日、インディペンデントシアター2nd）
- CLIE『LIVEミュージカル演劇「チャージマン研！」』（10月31日 - 11月6日、新宿FACE）
- 極上文學14th『「桜の森の満開の下」〜孤独〜』（12月7日 - 15日、新宿FACE）

2020年
- CLIE『おとぎ裁判 第2審 〜戦慄の誘拐パレード ビッグマウスにご用心♪〜』（1月10日 - 19日、CBGKシブゲキ!!）
- ナイスコンプレックス プロデュース公演 NP#5『12人の怒れる男』（東京：7月23日 - 27日、銀座博品館劇場 / 大阪：8月14日 - 16日、ABCホール）
- Lol『LIVE ミュージカル演劇「チャージマン研！」R-2』（10月10日 - 18日、新宿FACE）
- Lol『おとぎ裁判 第3審 〜魔法の豆はマネーまみれ キミのハートをジャックする♪〜』（12月12日 - 19日、紀伊國屋サザンシアター TAKASHIMAYA）

2021年
- ナイスコンプレックス プロデュース公演 NP#6『12人の怒れる男』（大阪：7月30日 - 8月1日、大阪市立芸術創造館 / 東京：8月12日 - 15日、赤坂RED/THEATER）

2022年
- 極上文學16th『ジキルとハイド』（1月22日 - 30日、紀伊國屋サザンシアター TAKASHIMAYA）

2023年
- Lol『トレンディは突然に』（7月13日 - 18日、シアターサンモール）[39]